# Сонячна буря Дня взяття Бастилії
Сонячна буря Дня взяття Бастилії — потужна сонячна буря, що тривала 14–16 липня 2000 року під час сонячного максимуму 23-го сонячного циклу. Буря розпочався у національне свято Франції — День взяття Бастилії. Вона включала сонячний спалах, сонячно-протонний шторм та корональний викид маси, що спричинив сильну геомагнітну бурю.

## Огляд

### Сонячний спалах та сонячно-протонний шторм
14 липня 2000 року приблизно з 10:03 до 10:43 UTC супутники GOES виявили дуже сильний сонячний спалах класу X5.7, пік інтенсивності якого в м'якому рентгенівському випромінюванні відбувся приблизно о 10:24 UTC. Цей спалах виник у сонячному активному регіоні AR9077, який на момент спалаху розташовувався поблизу центру сонячного диска (N22 W02).
Починаючи приблизно з 10:41 UTC, супутники GOES почали виявляти сильний сонячно-протонний шторм S3, пов'язаний з триваючим спалахом класу X5.7. Це призвело до проникнення протонів високої енергії іоносферу Землі, іонізації частин іоносфери та створення шуму у фотокамерах супутників, таких як EIT та LASCO. Деякі з цих частинок мали достатню енергію, щоб створити ефекти, виміряні на поверхні Землі, - подію, звану посиленням на рівні землі. Хоча спалах не був надзвичайно великим, пов'язаний з ним сонячно-протонний шторм був четвертим за величиною з 1967 року.

### Геомагнітна буря
Після виявлення сонячного спалаху також виявили спрямований на Землю корональний викид маси на даних коронографа, починаючи з 10:54 UTC. Цей корональний викид маси досяг Землі 15 липня, спричинивши геомагнітну бурю 15–16 липня, яка сягнула пікового індексу Kp 9+ наприкінці 15 липня, що відповідає геомагнітній бурі екстремального рівня, або G5. Пікове значення індексу Dst досягло −301 нТл. Шторм завдав незначних пошкоджень силовим трансформаторам та супутникам. Це була одна з лише трьох сонячних бур, у яких було зафіксовано максимальне значення Kp 9+ з часів геомагнітної бурі березня 1989 року (інші дві — це сонячні бурі на Гелловін 2003 року та сонячні бурі травня 2024 року).

## Наслідки
Оскільки це була перша велика сонячна буря з моменту запуску численних супутників для моніторингу Сонця, подія Дня взяття Бастилії сильно допомогла вченим скласти загальне уявлення про те, як відбуваються викиди маси на Сонці, а також підготуватися захищати Землю від більшої події, такої як подія класу Каррінгтона, яка неминуче колись станеться в майбутньому.
Попри велику відстань від Сонця, подію Дня взяття Бастилії спостерігали «Вояджер-1» та «Вояджер-2».